# Bankovní úvěr
Bankovní úvěr (někdy též půjčka nebo zápůjčka, což však není to samé) je zpravidla nízkoúroková zápůjčka poskytnutá minimálně na několik měsíců v hodnotě 10 tisíc Kč a výš. Úvěr se na rozdíl od zápůjčky týká pouze finančních prostředků a úrok je u něj vždy sjednaný.
Bankovní úvěry, jak napovídá název, poskytuje banka. K jejich zřízení je obvykle třeba doložit čistý výpis z registru dlužníků a potvrzení o příjmech. Získání bankovního úvěru je zpravidla obtížnější než získání nebankovního úvěru, ale jeho poskytovatel, úvěrující, je více kontrolován. Úvěrovaný při sjednání bankovního úvěru tak příliš neriskuje, že se setká s neférovým jednáním, nebo dokonce predátorskými praktikami. Obvykle tedy platí, že bankovní úvěr je serióznější. Přesto se v Čechách rozdíly mezi bankovním a nebankovním úvěrem, zejména od zavedení novely zákona o spotřebitelském úvěru v roce 2016, stírají.

## Rozdíl mezi bankovní a nebankovním úvěrem
Ještě donedávna stačil úvěrujícím k poskytnutí nebankovního úvěru pouze živnostenský list. Rozdíly mezi nebankovními a bankovními poskytovateli se však stírají. Od 1. prosince 2016, kdy vstoupila do platnosti nová novela zákona o spotřebitelském úvěru, schvaluje ČNB jak bankovní, tak nově i nebankovní instituce. Nově také vykonává dohled i nad nebankovními institucemi. Přesto mezi nebankovními a bankovními úvěry stále panují rozdíly, které bývají nejčastěji tyto:
- V bankovním sektoru bývají úrokové sazby i roční procentní sazby nákladů (RPSN) nižší než v sektoru nebankovním.
- V bankovním sektoru bývá uzavření úvěru více administrativně náročné, není výjimkou nutnost navštívit pobočku banky nebo zaslat podepsaný originál smlouvy o úvěru i s požadovanými kopiemi dokladů na adresu banky.[4]
- V bankovním sektoru jsou větší požadavky na bonitu zákazníka. Všechny banky musí prověřit u žadatelů, úvěrovaných, úvěrovou minulost v Bankovním i Nebankovním registru klientských informací (BRKI a NRKI) a v registru SOLUS. Tím banka zjistí, zda je klient důvěryhodná osoba, která řádně splácí své dluhy a je schopna splácet i další úvěr, tj. je bonitní. Spolu s tím banka prověří i pohyb na jeho účtu, čímž zkontroluje jeho příjmy i výdaje.[5] Od 1. prosince 2016 musí prověřovat bonitu klienta i nebankovní instituce, ale způsob prověření či definice bonitního klienta není zákonem jasně specifikována. Tyto kritéria závisí na samotné nebankovní instituci. Klient se zápisem v registru dlužníků nebo bez dokladu o příjmech tedy stále nemusí být vyloučen z možnosti získat úvěr.[6]
- V případě zažádání o úvěr v bance jiné, než kde má klient účet, bývá obvyklé, že si klient musí založit účet také v bance, od které si chce půjčit. Z tohoto účtu pak úvěr splácí.
- Pro všechny vyšší úvěry, obvykle od půl miliónu korun, vyžadují banky často ručitele. Ručit může fyzická osoba, právnická osoba, ale je možné ručit též nemovitostí nebo např. existujícím stavebním spořením. Nebankovní instituce to obvykle nepožadují. Většinou stačí, když klient doloží výši příjmů, případně existenci trvalého zaměstnání či daňové přiznání ze svého podnikání. Nebankovní instituce nabízejí v tomto ohledu výrazně mírnější podmínky, na úvěry tak dosáhnou i lidé, kteří v bankách nemají moc šancí – například studenti, důchodci, ženy na mateřské apod.[7][nedostupný zdroj]

## Smlouva o úvěru
Smlouvou o úvěru se chápe vztah, kdy se úvěrující (věřitel) zavazuje, že úvěrovanému (dlužníkovi) poskytne na jeho požádání a v jeho prospěch peněžité prostředky v určité částce. Naopak úvěrovaný se zavazuje, že tyto prostředky vrátí v předem stanovené lhůtě a zaplatí za ně úrok.
U obvyklých úroků jsou podmínky k jejich uzavření standardizované a odvíjejí se od toho, zdali se jedná o fyzickou či právnickou osobu. Banka si například zjistí osobní údaje klienta a prověří jeho finanční situaci. U právnických osob se analyzuje také podíl vlastního a cizího kapitálu ve firmě, zkoumá se podíl krátkodobých, střednědobých i dlouhodobých zdrojů. Získání úvěru pro právnickou osobu je proto složitější a obtížnější. V závěru je proveden tzv. přepočet bonity, tj. přepočtou se různé analýzy (likvidity, bonity, rentability aj.), který se srovná s ostatními výsledky. Poskytovatel dle toho rozhodne, zda je bezpečné úvěr poskytnout. Při rozhodování se kromě již provedené analýzy klienta zohledňuje také věk, pohlaví, dosažené vzdělání, profese, rodinný stav a další. Po sepsání a podpisu smlouvy může úvěrovaný čerpat úvěr dle uvedených podmínek. Úvěrující sleduje plnění těchto podmínek.
Smlouva o úvěru je v českém právu upravena v § 2395–2400 občanského zákoníku a platí jak pro podnikatele, tak pro nepodnikající osoby. Nedohodne-li se poskytovatel a klient jinak, musí být peněžní prostředky vráceny i spolu s úrokem v měně, v jaké byly poskytnuty. Také lhůta pro poskytnutí i pro vrácení úvěru je předmětem vzájemné dohody. Není-li nic smluveno, je třeba peníze poskytnout bez zbytečného odkladu a vrátit do jednoho měsíce od žádosti o jejich vrácení. Vrácení je možné i před uplynutím smluvené doby, přičemž úroky se vždy platí jen za skutečnou dobu půjčení. Úvěr lze vázat i na určitý účel, jestliže ji ale klient použije na něco jiného, může poskytovatel chtít peníze včetně úroků okamžitě zpátky.

## Rozlišení úvěrů
Úvěry jsou rozdělované dle toho, na jak dlouho jsou poskytnuté:
- Krátkodobé (splatné do 1 roku)

- Střednědobé (splatné 1–4 roky)
- Dlouhodobé (splatné nad 4 roky)

Podle zajištění:
- Kryté - osobní (ručení, směnka)
- Reálné (nemovitosti, movité věci)
- Nekryté (tzv. bianko)

Podle subjektu:
- Bankovní (konsorciální úvěr - poskytuje skupina bank)
- Nebankovní
- Veřejné - poskytuje státní instituce

Podle příjemce:
- Komunální
- Průmyslové
- Zemědělské

Podle účelu:
- Provozní
- Investiční
- Překlenovací - dočasná potřeba peněžních zdrojů
- Importní
- Exportní

Podle povahy úvěrování:
- Jednorázové
- Kontokorentní- s variabilním čerpáním peněžních zdrojů
- Revolvingové - opakované

Podle měny, ve které byly poskytnuty:
- Úvěry v domácí měně
- Úvěry v cizí měně (devizové)

Podle účelu, na který se poskytují:
- Účelové – účel půjčky je od počátku jasně definován, např. hypotéka.
- Neúčelové – např. kontokorentní půjčka, kreditní karty, osobní půjčky, americká hypotéka.

Druhy bankovních úvěrů:
- Revolvingové úvěry – úvěry, kde postupné splácení ovlivňuje možnost opětovného čerpání
- Kontokorentní úvěr
- Provozní úvěr
- Investiční úvěr
- Eskontní úvěr
- Hypotéční úvěr
- Spotřebitelský úvěr

Závazkové úvěry a závazky - ručení banky za svého klienta a případné zaplacení jeho závazku:
- Akceptační úvěr
- Avalový úvěr
- Bankovní záruka

Alternativní formy financování – klient získává finanční prostředky za určitých specifických podmínek:
- Faktoring
- Forfaiting
- Leasing[8]